# محمد غلامي
محمد غلامي خليل محله، من مواليد 13 فبراير 1983، هو لاعب كرة قدم إيراني معتزل، بدأ مسيرته الرياضية عام 1999 مع نادي جوكاي تالش، واعتزل عن اللعب نهائياً سنة 2022، لعب مع المنتخب الإيراني لفترة قصيرة، من سنة 2010 إلى سنة 2013، حيث لعب 13 مباراة، وسجل 3 أهداف.